# Клоково (деревня, Москва)
Кло́ково — деревня в Троицком административном округе Москвы (до 1 июля 2012 года была в составе Наро-Фоминского района Московской области). Входит в состав Филимонковского района.
Название деревни, предположительно, произошло от некалендарного личного имени Клок.

## Население
| 1859 | 1890 | 1899 | 1926 | 2002 | 2006 | 2010 |
| ---- | ---- | ---- | ---- | ---- | ---- | ---- |
| 183  | ↗190 | ↘119 | ↗189 | ↘12  | ↘6   | ↘5   |

Согласно Всероссийской переписи, в 2002 году в деревне проживало 12 человек (5 мужчин и 7 женщин). По данным на 2005 год, в деревне проживало 6 человек.

## География
Деревня Клоково находится на левом берегу Десны примерно в 6 км к северо-западу от центра города Троицка. Ближайший населённый пункт — деревня Хатминки. В деревне 2 улицы — Дорожная и Новопеределкинская, приписано 3 садоводческих товарищества.

## История
В «Списке населённых мест» 1862 года — казённое село 1-го стана Подольского уезда Московской губернии, по правую сторону старокалужского тракта, в 18 верстах от уездного города и 23 верстах от становой квартиры, при речке Чернавке и колодце, с 24 дворами, православной церковью и 183 жителями (78 мужчин, 105 женщин).
По данным на 1890 год — село Десенской волости Подольского уезда с 190 жителями, имелась церковно-приходская школа, располагалась квартира полицейского урядника.
В 1913 году — 24 двора и церковно-приходская школа.
По материалам Всесоюзной переписи населения 1926 года — центр Клоковского сельсовета Десенской волости Подольского уезда в 5,3 км от Калужского шоссе и 10,7 км от станции Апрелевка Киево-Воронежской железной дороги, проживало 189 жителей (90 мужчин, 99 женщин), насчитывалось 35 крестьянских хозяйств.
1929—1946 гг. — населённый пункт в составе Красно-Пахорского района Московской области.
1946—1957 гг. — в составе Калининского района Московской области.
1957—1960 гг. — в составе Ленинского района Московской области.
1960—1963, 1965—2012 гг. — в составе Наро-Фоминского района Московской области.
1963—1965 гг. — в составе Звенигородского укрупнённого сельского района Московской области.

## Церковь Воскресения Словущего в Клоково
До середины XX века в Клокове находилась деревянная однопрестольная церковь Воскресения Словущего, построенная в 1787 году.
Священники:
- Алексей Иванов
- Иоанн Тимофеев (Виноградов) (ок. 1749- 1833) - в 1780-е
- Даниил Адрианов (ок. 1757-?) - в 1800-е
- Вознесенский Сергей Алексеевич[19]

## Известные жители
- В Клоково проживал депутат Государственной думы РФ, генерал-лейтенант Лев Рохлин, где и был найден убитым в июле 1998 года.[20]